# Koritnik (Ivanjica)

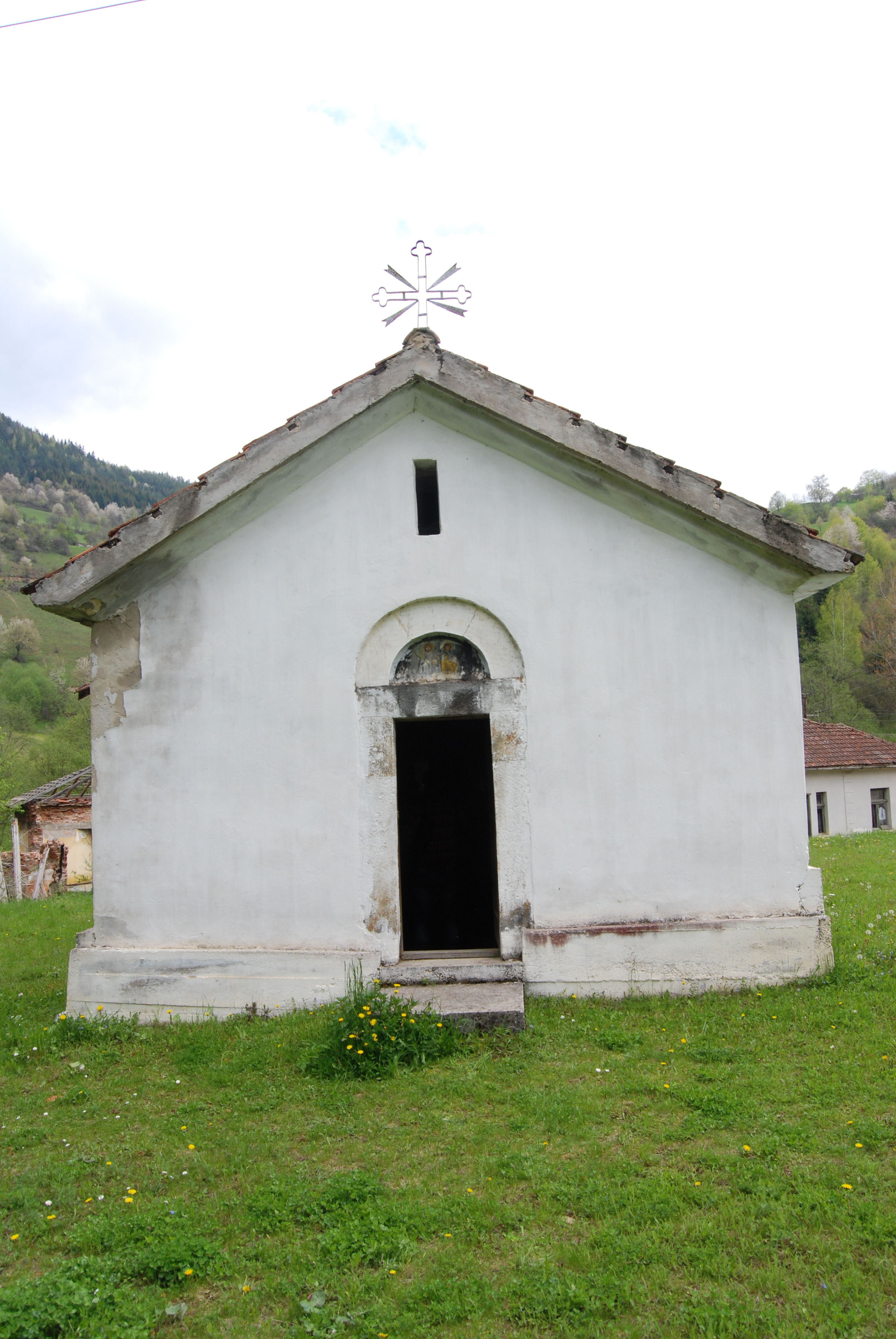
Igreja dos Santos Cosme e Damião, Ivanjica, Sérvia.

Koritnik (em cirílico: Коритник) é uma vila da Sérvia localizada no município de Ivanjica, pertencente ao distrito de Moravica, na região de Stari Vlah, Moravica. A sua população era de 394 habitantes segundo o censo de 2011.

## Demografia
| 1948 | 1953 | 1961 | 1971 | 1981 | 1991 | 2002 | 2011 |
| ---- | ---- | ---- | ---- | ---- | ---- | ---- | ---- |
| 755  | 831  | 996  | 931  | 722  | 535  | 424  | 394  |